# 김승화
김승화(1993년 7월 14일~)는 대한민국의 배우이다.

## 학력
- 서경대학교 공연예술학부

## 연극
- 2015년 《이바노프》
- 2015년 《솔직히 말해》
- 2016년 《MEDIA》
- 2018년 《달걀의 모든 얼굴》[1]
- 2020년 《연애플레이리스트》

## 영화
- 2019년 《중성화》[2] - 동물병원 간호사 역
- 2020년 《머리가 좋아지는 영상》
- 2021년 《CENTAUR》
- 2021년 《이별격리》
- 2021년 《액션 히어로》
- 2021년 《AI. Her》
- 2022년 《그리고 집》

## 드라마
- 2018년 웹드라마 《디시플린》
- 2021년 JTBC 《설강화 : Snowdrop》
- 2022년 Apple TV+ 《파친코》
- 2022년 Netflix 《더 글로리》 - 혜정의 후배 승무원 역
- 2023년 tvN 《구미호뎐 1938》 - 유키 역
- 2024년 Disney+ 《강력하진 않지만 매력적인 강력반》 - 정환의 아내 역
- 2024년 SBS 《지옥에서 온 판사》 - 정주은 역 (특별출연)

## 뮤지컬
- 2014년 《Les Miserables》
- 2015년 《I Love You》

## 수상
- 2017년 : 제2회 레이셀 눈빛퀸 선발대회 레이싱 눈빛퀸